# Koreai Nemzeti Múzeum
A Koreai Nemzeti Múzeum (hangul: 국립중앙박물관, Kungnip Csungang Pakmulgvan) Dél-Korea nemzeti múzeuma, melyet 1945-ben alapítottak. 2005 óta Szöul Jongszan-ku kerületében található. A múzeum Korea történelmével és művészetével kapcsolatos műtárgyakat állít ki. 2011-ben a világ 9. leglátogatottabb múzeuma volt. Mintegy 220 000 kiállítási tárggyal rendelkezik, ezekből egyszerre 13 000-et mutatnak meg.

## Története
A múzeumot 1945-ben alapították, és többször is költöznie kellett, a koreai háború után, 1955-ben például a Tokszu palotában kapott helyet, majd a Kjongbok palotaegyüttesben kapott saját épületet 1972-ben és ekkor lett Koreai Nemzeti Múzeum a neve. 1986-ban ismét költözött, a régi japán kormányzói épületbe, ez a döntés azonban nagy vihart kavart az országban, mivel az épületet a japán megszállás szimbólumának tartották, így a múzeum ideiglenesen újra a Kjongbok palotába került 1996-ban és megkezdődött egy saját múzeumépület tervezése. 2005-ben a múzeum végleges helyére került Szöul Jongszan-ku kerületében egy modern, hétszintes, 49 468 m²-es épületkomplexumba.

## Az épület
A múzeum főépülete 49 468 m² alapterületű, a csatolt épületekkel és a szintekkel együtt összesen 138 135 m². Az épület a Jongszan családi parkban helyezkedik el, legnagyobb magassága 43 méter, hat föld feletti és egy föld alatti szinttel rendelkezik.